# Movida madrileña

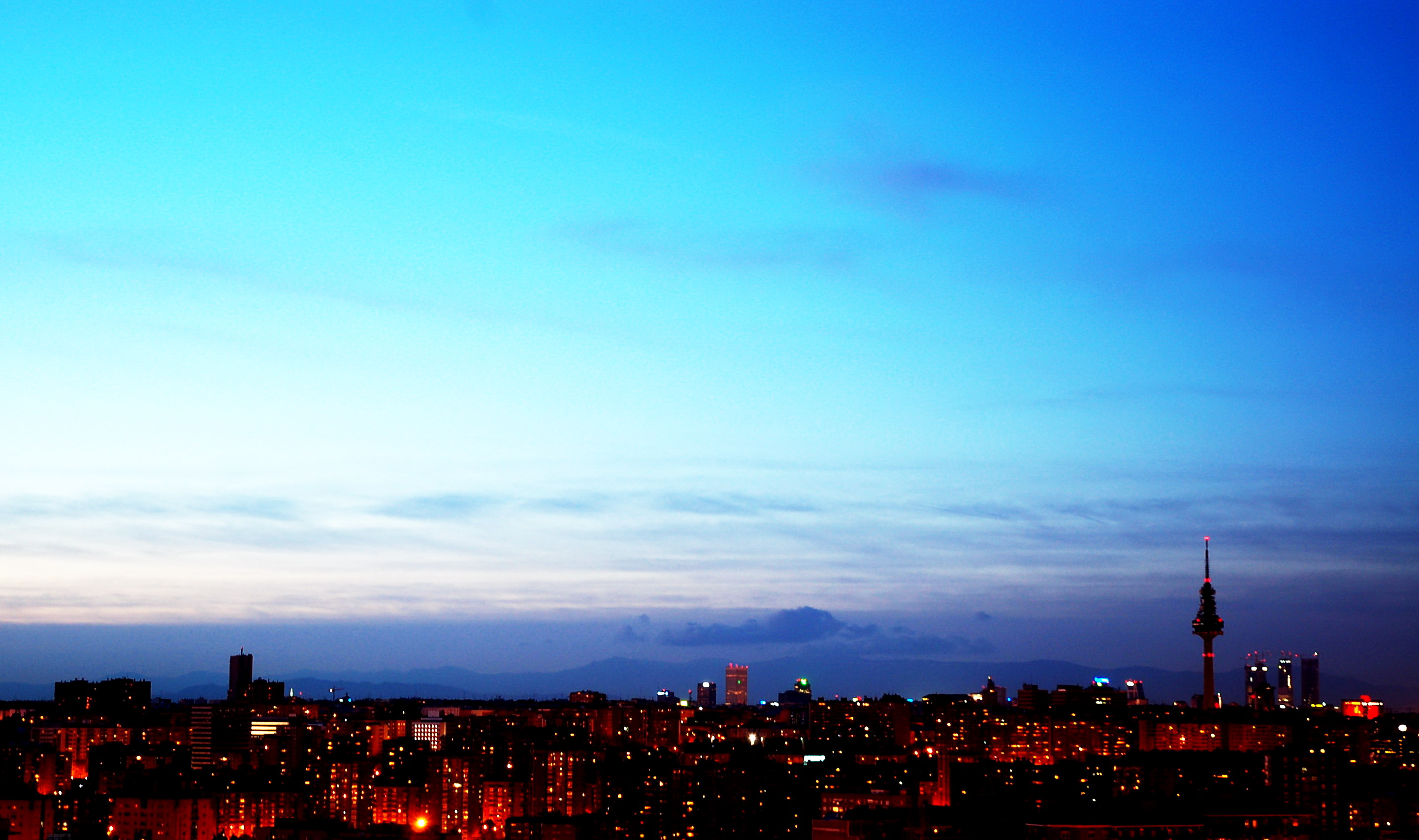
Panorama di Madrid al tramonto.
Grazie al periodo della Movida, sono sorte delle espressioni nel vocabolario madrileno come «Madrid nunca duerme» ("Madrid non dorme mai"), «Esta noche todo el mundo a la calle» ("Questa notte tutti in giro") o «Madrid me mata» ("Madrid mi uccide").

La Movida madrileña fu un movimento sociale ed artistico che partì da Madrid, in puerta del Sol, alla fine della dittatura di Francisco Franco, durante i primi anni della Transizione spagnola e che durò per tutti gli anni ottanta e oltre, toccando molte altre città della Spagna.

## Descrizione
La Movida faceva riferimento ad ideologie libertarie di sinistra ed ebbe il suo primo centro nella rivista La Luna. Esponenti di tale movimento furono, tra gli altri, Joaquín Sabina (musica), Alberto García Alix, Ouka Leele (fotografia), Pedro Almodóvar (cinema).

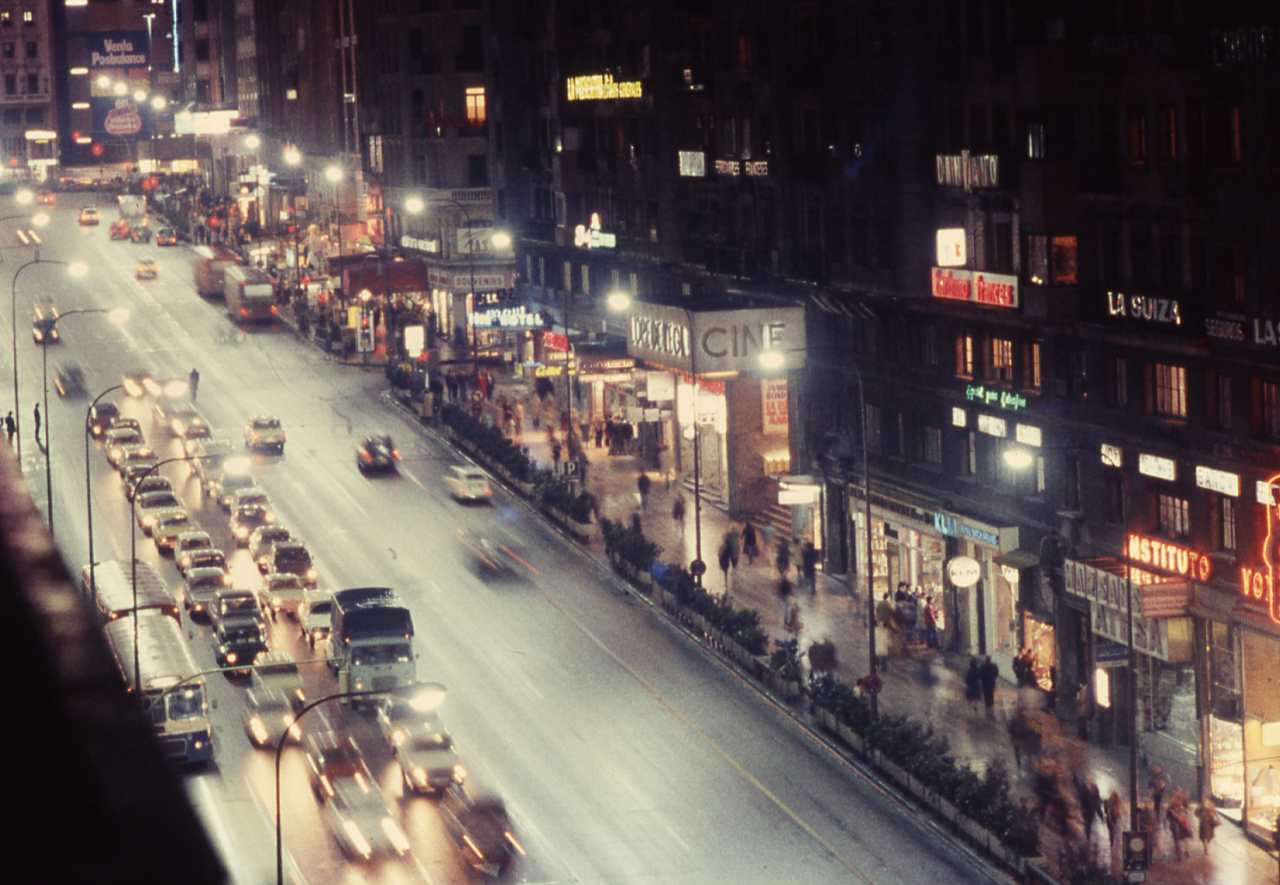
Madrid di notte in una foto di Paolo Monti.

Le notti madrilene erano molto movimentate, non solo per la gran quantità di giovani che finalmente potevano uscire e riempire strade e piazze, ma anche a causa di un interesse culturale inusuale verso la cosiddetta cultura alternativa, le droghe, la cultura underground e la controcultura. L'apparizione di etichette discografiche indipendenti (Dro, TicTac, Tres Cipreses ecc.) permise la creazione di una musica distinta da quella promossa dalle multinazionali del disco.

## Diffusione
Nato a Madrid, il movimento presto si diffuse alle altre realtà spagnole, grazie anche alle spinte di alcuni politici, principalmente socialisti (giunta socialcomunista), tra i quali va ricordato l'allora sindaco di Madrid, Enrique Tierno Galván, che aveva profondamente studiato dal punto di vista sociologico la cultura marginale giovanile. L'appoggio politico a questa cultura alternativa pretendeva mostrare che era in atto una svolta nella società spagnola: dall'ingessata società franchista si stava faticosamente passando ad una società aperta alla modernità. Questa immagine di una Spagna nuova voleva essere usata sul piano internazionale per dimostrare l'effettiva fine di una dittatura durata quaranta anni. Tuttavia, nonostante gli sforzi di questo movimento culturale, la quasi totalità delle strutture sociali ed economiche del paese rimanevano quelle dell'antico regime.
La rivista La Luna, tra le altre cose patrocinata dai comuni di Madrid e Vigo, fu il baluardo del movimento, che trovò riflesso in alcuni programmi televisivi come La bola de cristal (La sfera di cristallo) o Si yo fuera presidente (Se io fossi presidente) di Fernando García Tola e altri programmi musicali e di varietà presentati da personaggi come Paloma Chamorro, Carmen Maura, ecc., ed ebbe il suo cronista in Francisco Umbral, giornalista de El País, i suoi cantanti in Enrique Urquijo e Alaska, il suo poeta in Eduardo Haro Ibars, il suo disegnatore in Muelle, i suoi idoli artistici in Andy Warhol e Miquel Barceló e i suoi luoghi di culto in Rock-Ola, Carolina, El Sol, El Penta, La Vía Láctea, ecc.
Il poeta Luis Antonio de Villena scrisse una romanzo nel quale racconta questa stagione: Madrid ha muerto (Madrid è morta). Allo stesso modo fece lo scrittore Gregorio Morales, con la sua opera La individuación.

## Metonimia
In italiano il termine movida indica il tipico stile di vita all'insegna del divertimento del venerdì e sabato sera, i cui protagonisti vengono talvolta definiti "turnisti della movida".